# Kościół św. Switberta we Wriedel
Kościół św. Switberta (niem. Suidbert-Kirche) – protestancka, neogotycka świątynia parafialna w miejscowości Wriedel, w Dolnej Saksonii.

## Historia
Pierwsza wzmianka o kościele we Wriedel pochodzi z 1345 roku, opisywany jest jako Capella sancti Swiberti (pl. Kaplica św. Switberta). W 1544 roku Wriedel otrzymał zgodę na założenie własnej parafii i rozbudowę kościoła. W 1827 zburzono ówczesny kościół, nowy, większy konsekrowano pod koniec 1829 roku. Organy przekazała jedna z rodzin z Wulfsode, obecnie dzielnicy Wriedel. Kościół wznosił się na konstrukcji drewnianej, nowa budowla miała negatywną opinię miejscowej ludności. Postanowiono kolejny raz podjąć próbę budowy świątyni. Nową budowlę ukończono w 1913 roku, wznosi się w tym samym miejscu co średniowieczna kaplica. Zakupiono nowe organy, na wieży kościoła zawieszono trzy dzwony.

## Galeria

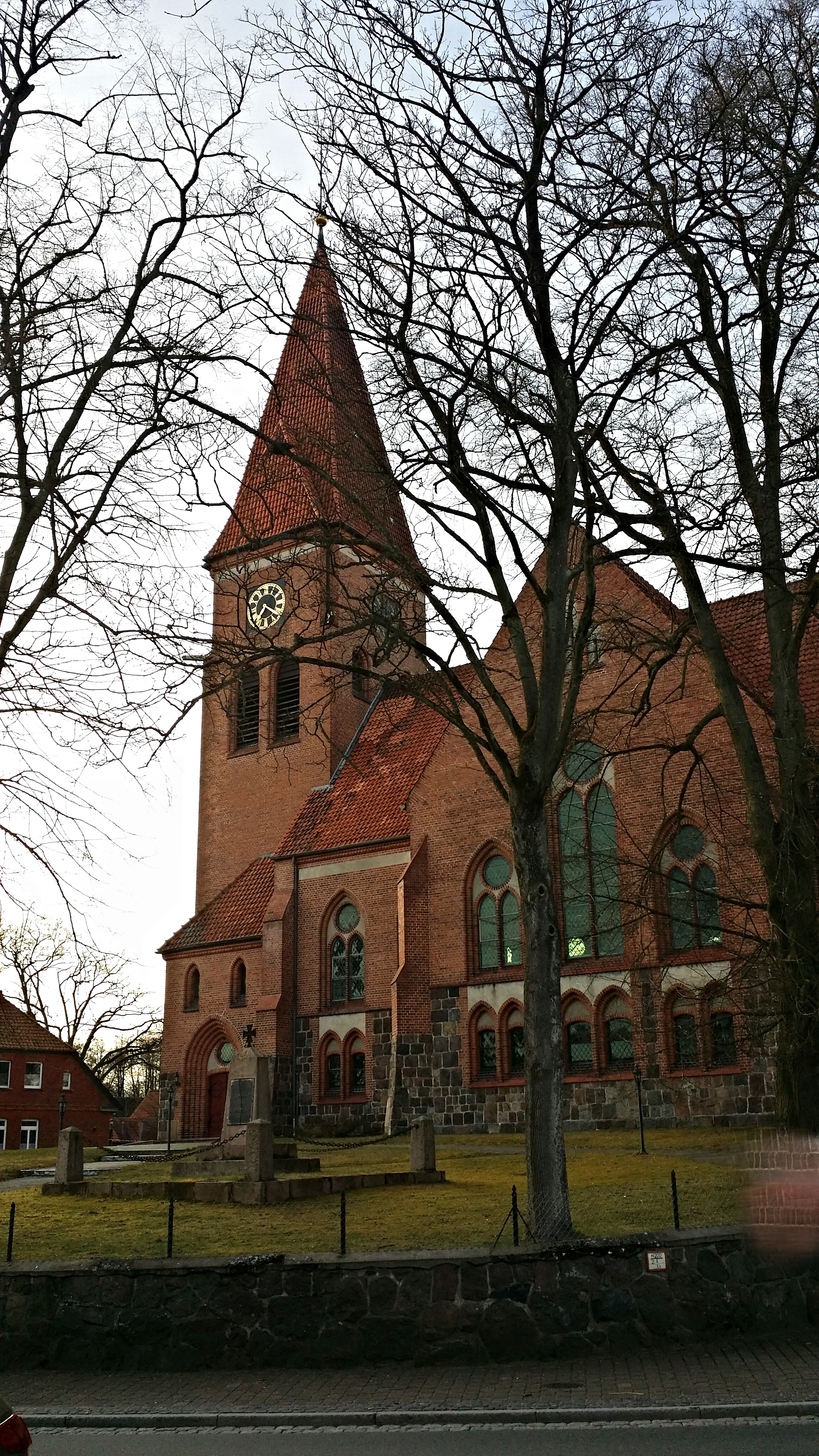
Widok z południowego wschodu
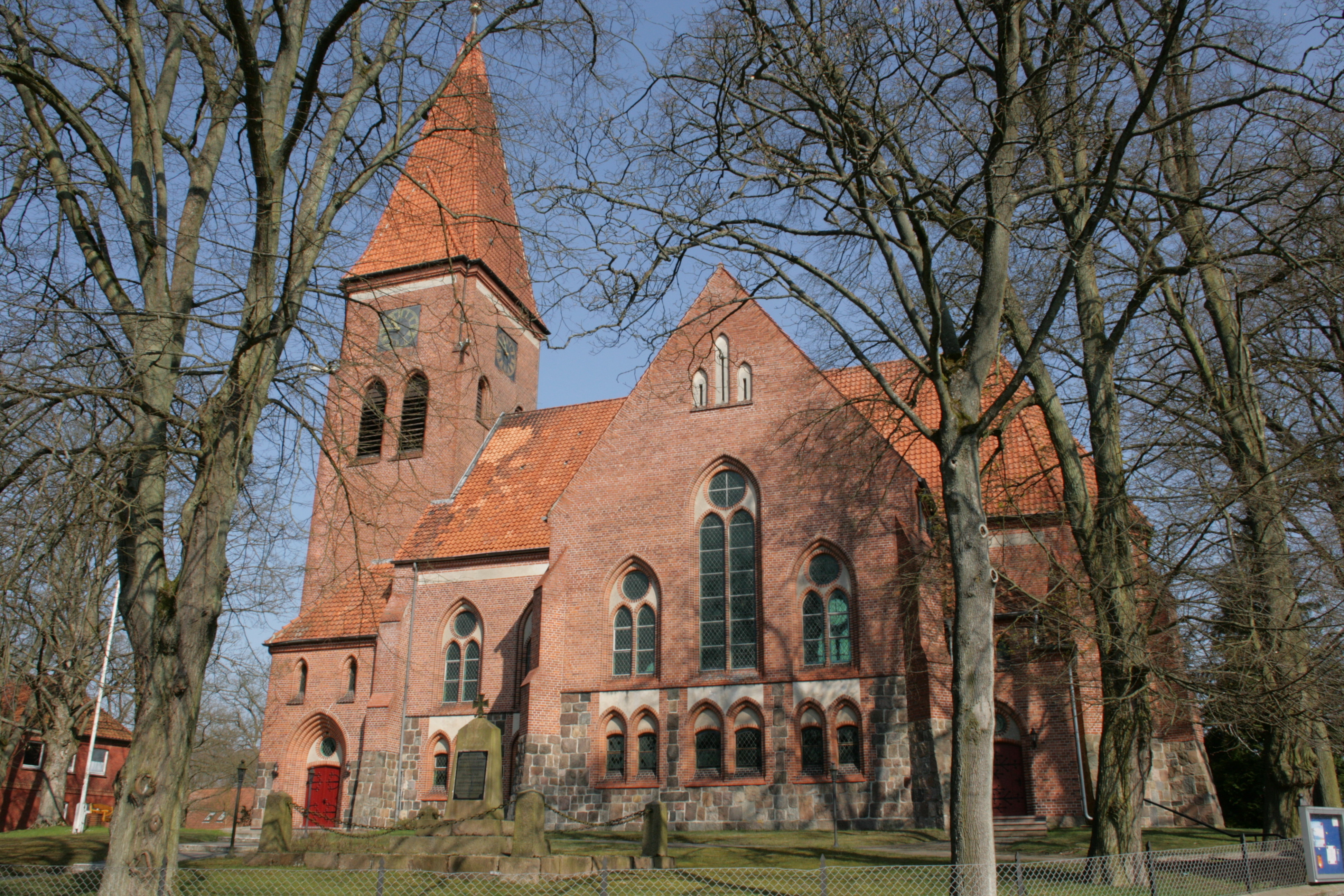
Widok z południa, widoczny transept.